# Raión de Berestovitsa
Berestovitsa (en bielorruso: Бераставіцкі раён) es un raión o distrito de Bielorrusia, en la provincia (óblast) de Goradnia. Su capital es Vialíkaya Bierastavitsa.
Comprende una superficie de 743 km².

## Demografía
Según estimación 2010 contaba con una población total de 18017 habitantes.

## Subdivisiones
Comprende el asentamiento de tipo urbano de Vialíkaya Bierastavitsa y 6 consejos rurales:
- Aliékshychy
- Berestovitsa
- Kaniují
- Malaya Bierastavitsa
- Pahranichny
- Vialíkiya Éismanty